# Carl Friedrich Lessing

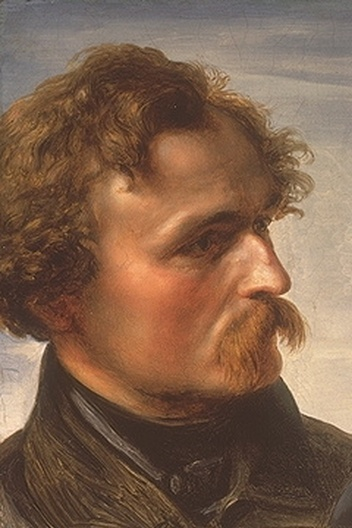
Carl Friedrich Lessing.

Carl Friedrich Lessing, född den 15 februari 1808 i Breslau, död den 5 juni 1880 i Karlsruhe, var en tysk målare, brorsons son till Gotthold Efraim Lessing, far till Otto Lessing.
Lessing studerade vid akademien i Berlin och följde 1826 Wilhelm Schadow till Düsseldorf. Han utförde under sin första tid en rad små poetiska, ofta romantiska landskap, bland dem Slottet vid havet, Landskap med riddarborg (1828) och Klostergård i snö (samma år, Kölns museum). År 1830 målade han den melankoliskt stämda figurtavlan Det sörjande kungaparet. 
Med uppträdandet inom litteraturen av Das junge Deutschland började en ny anda visa sig även inom konsten, som sökte sitt uttryck i historiska ämnen, genom vilka människans strävan efter frihet och medvetande om den sedliga världsordningens fordran uttalades. Av denna anda träffades även Lessing, och han gav den luft i en rad historiska bilder.
Först kom Husitpredikan (1836), Hus inför konsiliet (1842, galleriet i Frankfurt) och Hus på bålet (1850, Berlins nationalgalleri). Därefter övergick han till Luther, ur vars liv han målade Luther brännande påvens bannbulla (1853; i New York). Tack vare dessa målningar, som prisades för både monumentalitet och realism, blev Lessing en tid bortåt den mest firade av Tysklands målare.
Bland hans övriga målningar märks Leonora (1832), Ezzelin uppmanas av munkar att göra bot (1838, Frankfurt), Klosterbrand (1846, Dresdengalleriet), Försvar av en kyrkogård under 30-åriga kriget (1848, Düsseldorf), Skyltar i ett bergspass (1851). 1858 blev Lessing museidirektör i Karlsruhe. Förutom en mängd porträtt målade han där Disputationen mellan Luther och Eck (1867, Karlsruhes galleri). 
Hans historiemålningar har numera betydelse huvudsakligen som tidsdokument. Men som landskapsmålare står Lessing som en av den tyska naturens upptäckare. I hans allvarliga och dystra Eifellandskap är naturkaraktären sedd djupt och stort. Lessing representeras av landskap bland annat i Berlins nationalgalleri, i Dresden och i norska nationalgalleriet (Landskap från Rhentrakten, 1859).